# François Cuel
François Cuel est un homme politique français né le 8 février 1735 à Vic-le-Comte (Puy-de-Dôme) et décédé le 5 juin 1811 au même lieu.
Bailli du comté d'Auvergne pendant 30 ans, il devient major de la garde nationale de Vic-le-Comte en 1789, puis maire de la ville. Président de l'administration départementale du Puy-de-Dôme en 1790, il est député de 1791 à 1792, siégeant avec les modérés. Il est juge de paix en 1792.

## Sources
- « François Cuel », dans Adolphe Robert et Gaston Cougny, Dictionnaire des parlementaires français, Edgar Bourloton, 1889-1891 [détail de l’édition]